# Marais de la Lochère
Le marais de la Lochère ou marais de Lochère est situé dans une vallée de la commune d’Échalot dans le département de la Côte-d'Or en France.

## Description
Le marais de Lochère est un marais tufeux du Châtillonnais situé dans une combe boisée au nord de Lery.

## Statut
Le site est classé Zone naturelle d'intérêt écologique, faunistique et floristique de type I, sous le numéro régional n°10130000.  
Les marais tufeux du Châtillonnais sont classés Sites d'Importance Communautaire Natura 2000. 

## Flore
La flore comporte des espèces boréales rares et protégées : le Choin ferrugineux (Schoenus ferrugineus), la Gentiane pneumonanthe (Gentiana pneumonanthe).